# Alfredo Zecca

Wappen von Erzbischof Alfredo Horacio Zecca

Alfredo Horacio Zecca (* 27. September 1949 in Buenos Aires; † 4. November 2022 ebenda) war ein argentinischer Geistlicher, römisch-katholischer Fundamentaltheologe und Erzbischof von Tucumán.

## Leben
Alfredo Zecca trat 1968 in das Priesterseminar ein. Er studierte Pädagogik, Philosophie und Theologie in Buenos Aires. Am 19. November 1976 empfing er durch den Erzbischof von Buenos Aires, Juan Carlos Kardinal Aramburu, das Sakrament der Priesterweihe. In Deutschland absolvierte er als Stipendiat des Stipendienwerkes Lateinamerika-Deutschland ein Promotionsstudium und wurde 1988 von der Eberhard Karls Universität Tübingen mit einer Dissertation über Ludwig Feuerbach promoviert.
Nach Argentinien zurückgekehrt, war er Professor für Fundamentaltheologie an der Päpstlichen Katholischen Universität von Argentinien und von 1999 bis 2009 deren Rektor. Von 2006 bis 2009 war er Präsident des Dachverbandes der katholischen Universitäten in Lateinamerika (Organización de Universidades Católicas de América Latina – ODUCAL) innerhalb der Internationalen Föderation Katholischer Universitäten (FIUC).
Am 10. Juni 2011 ernannte ihn Papst Benedikt XVI. zum Erzbischof von Tucumán. Der Erzbischof von Buenos Aires, Jorge Mario Kardinal Bergoglio SJ, spendete ihm am 18. August desselben Jahres die Bischofsweihe; Mitkonsekratoren waren der emeritierte Erzbischof von Paraná, Estanislao Esteban Kardinal Karlic, der emeritierte Erzbischof von Rosario, Eduardo Vicente Mirás, und der emeritierte Erzbischof von Tucumán, Luis Héctor Villalba, sowie der Weihbischof in Santiago del Estero, Ariel Edgardo Torrado Mosconi. Die Amtseinführung erfolgte am 17. September 2011.
Alfredo Zecca war seit 2012 zudem Mitglied der Kongregation für das Katholische Bildungswesen.
Papst Franziskus nahm am 9. Juni 2017 das von Zecca aus gesundheitlichen Gründen vorzeitig vorgebrachte Rücktrittsgesuch an und ernannte ihn zum Titularerzbischof pro hac vice des untergegangenen italienischen Bistums Bolsena.
Alfredo Zecca starb im Alter von 73 Jahren am 4. November 2022 in Buenos Aires.

## Schriften (Auswahl)
- Religión y cultura sin contradicción. El pensamiento de Ludwig Feuerbach. Pontificia Universidad Catolica Argentina, Buenos Aires 1990
- Los antecedentes y las raíces filosóficas de la posmodernidad. Pontificia Universidad Católica Argentina, Buenos Aires 1993
- La interpretación teológica de los dogmas. Entre la verdad y la historia. Pontificia Universidad Católica Argentina, Buenos Aires 1997
- La centralidad de la fe cristológica en la vigilia del tercer milenio. In: Ricardo Ferrara, Carlos María Galli (Hrsg.): Presente y futuro de la teología en Argentina. Homenaje a Lucio Gera. Paulinas, Buenos Aires 1997. ISBN 950-09-1208-2. S. 369–401.
- Religión y revelación. La cuestión de la revelación en el cristianismo y las religiones. In: Teología, Bd. 35 (1998). ISSN 0328-1396. S. 63–86.
- La iglesia como ministerio de comunión misionera en el pensamiento del cardenal Eduardo Francisco Pironio. In: Teología, Bd. 42 (2002). ISSN 0328-1396. S. 117–136.
- (als Herausgeber) Pensamiento, poesía y celebración. Homenaje a Héctor Délfor Mandrioni. Biblos, Buenos Aires 2001. ISBN 950-786-290-0.